# Jokin Urain Larrañaga
Jokin Urain Larrañaga   (Mendaro, 21 de juliol de 1959) és un escriptor i expres polític basc. Del 1986 al 2013 va estar empresonat a diferents centres penitenciaris de l'Estat espanyol. El 7 de setembre de 2009, després de complir una condemna de 23 anys de presó, l'Audiència Nacional va establir la doctrina Parot i va ampliar la seva pena de presó fins al 2016. Urain ha escrit diversos llibres i ha destacat en el bertsolarisme, guanyant alguns premis en aquest àmbit.

## Obra publicada

### Novel·la
- Izaina (1990, Amnistiaren Aldeko Batzordeak)
- Adlotse (1992, Txalaparta)

### Crònica
- Gatibu sortu nintzen (2000, Susa)
- Errotarria (2006, Susa)

### Assaig
- Ez dago etxean (2010, Susa)

### Biografia
- Txomin. Aurrera bolie! (Gara, 2021)[6]